# Formula E Race at Home Challenge
Formula E Race at Home Challenge (официально ABB Formula E Race at Home Challenge при поддержке ЮНИСЕФ) — это официальный киберспортивный чемпионат, организованный Формулой Е в качестве временной замены прерванного из-за пандемии COVID-19 сезона Формулы Е 2019—2020. Виртуальные соревнования проходили в гоночном компьютерном симуляторе rFactor2.

## Формат соревнования
Чемпионат был поделен на два класса: в одном участвовали гонщики Формулы Е, в другом — профессиональные симрэйсеры. Победитель в зачёте киберспортсменов в качестве приза получит возможность проехать на машине Формулы Е второго поколения во время гоночного уик-энда. Сами же заезды проходили в формате гонок на выбывание: каждый круг из игры вылетал шедший последним пилот — до тех пор, пока в пелотоне не останутся десять участников. После этого запускался последний круг, по итогам которого выявлялся победитель. Заезды обоих классов проводились каждую субботу, начиная с 18 апреля 2020 года, по очереди до 6 июня. 7 июня, в воскресенье, состоялся финал.

## Ход соревнования
Первый гоночный уик-энд, 18 апреля, был проведен в качестве репетиционных предсезонных тестов. Сам же сезон состоял из остальных 8 этапов, которые проходили каждую субботу (кроме финала) и транслировались на официальном канале Формулы Е на платформах YouTube, Twitch, Instagram и Facebook. Озвучивали ход событий комментатор Формулы Е Джек Николлс, репортер пит-лейна Ники Шилдс и трехкратный победитель гонки 500 миль Индианаполиса Дарио Франкитти.

### Скандал с Даниэлем Абтом
23 мая 2020 года проходил пятый этап чемпионата на виртуальной трассе бывшего аэропорта Темпельхоф в Берлине. В квалификации Даниэль Абт поставил второе по ее итогам время (1'09.376) и первое в своей квалификационной группе. Данный результат обратил на себя внимание пилота Mercedes Стоффеля Вандорна, выразившего в шуточной форме во время своего стрима на Twitch сомнение, что за рулем в игре едет Абт: «Я не верю Даниэлю. Очевидно, за него едет кто-то другой». Вандорн был настолько удивлен, что решил позвонить Даниэлю, но тот не ответил. Как заметили журналисты профессионального автогоночного издания The Race, после квалификации имя Абта исчезло из протокола и появилось там только перед началом гонки. Позже этот ход объяснился переключением притворявшегося Даниэлем симрэйсера Лоренца Хоэрсинга на заезд киберспортсменов Formula E Race at Home Challenge.
На первом же круге гонки «Абт» обходит Вандорна и отбирает у пилота Mercedes лидирующую позицию. Теперь удивляются и комментаторы: «И это, чего мы еще не видели в исполнении Даниэля Абта, своего рода техника скольжения автомобиля, которую применяют все ведущие симрэйсеры». Несколько минут спустя Стоффелю удалось вернуть себе лидерство, однако на следующем круге «Даниэль» совершает неаккуратный маневр и врезается в машину бельгийского пилота, таким образом дав Оливеру Роуленду объехать гонщиков и выиграть заезд. Вандорна это вновь не обрадовало, и он уже серьезным тоном выказал сомнение относительно того, что с ним соревнуется пилот Audi («Я недоволен, потому что за рулем был не Дэниэль, и он все испортил. Это было глупо»).
После гонки Абт не появился на интервью. Сомнения Вандорна поддержал Жан-Эрик Вернь и комментаторы. Все это привело к вынужденному расследованию со стороны Формулы Е. Вычисление по IP-адресу подтвердило, что 23 мая 2020 года во время виртуального заезда зачета пилотов серии в рамках чемпионата Formula E Race at Home Challenge за рулем симулятора Абта ехал профессиональный симрэйсер Хоэрсинг. Позже в Audi выпустили пресс-релиз, в котором говорилось о прекращении сотрудничества с немецким гонщиком и, соответственно, его увольнении из реальной команды реального чемпионата Формулы Е. Абта также обязали выплатить 8,900 фунтов стерлингов на благотворительность.

## Реакция гоночного сообщества и критика
Сам Даниэль отрицал жульничество, и после отстранения из команды в видео на своем канале на YouTube сказал, что он хотел лишь «создать смешную историю для фанатов» и в взаимодействии с болельщиками он был заинтересован больше, чем в результатах. Если бы его розыгрыш не разоблачили, то Абт потом раскрыл бы сам себя. Данное мнение, как и сама ситуация с увольнением в реальном чемпионате за действия в виртуальном мире, вызвали неоднозначную реакцию со стороны сообщества. Например, гонщик Антониу Феликс да Кошта в комментариях под постом-обсуждением в Twitter написал, что считает Абта «веселым парнем и шутником», а это — «всего лишь игра». Подобного мнения придерживается и пилот серии IndyCar Конор Дэйли: «Это просто смешно. Даниэль Абт не заслуживает этого. Подобная острая реакция не очень подходит реальному гоночному миру». Не согласен с решением Audi и Стоффель Вандорн, без участия которого пранк Абта мог остаться незамеченным: «Все это было слишком раздуто. Если смотреть на те ситуации сейчас, когда мир уже продвинулся вперед и немного оправился от весенних потрясений, то понимаешь, что немногое из того периода симрэйсинга осталось в нашей памяти. На тот момент это был единственный способ коммуникации и, конечно, для команд и гонщиков было важно создавать и выдавать контент для спонсоров, фанатов и всех вокруг. Да, случившееся с Даниэлем, вероятно, не было правильным, последствия были очень жесткими. Но в то же время, если бы подобное случилось в любой другой момент, например, вечером во время наших любительских покатушек, никто бы этого и не заметил. Но тогда эти чемпионаты были довольно серьезной затеей, ведь та активность была единственной возможной для нас с командами. Они были очень вовлечены в процесс, создавали контент для партнеров. Поэтому подобные действия неправильны, но Абта наказали слишком жестоким образом».
Альтернативной точки зрения придерживается гонщик ДТМ Тимо Глок, посчитавший, что в Audi все равно не были намерены продолжать сотрудничество с Даниэлем, и поэтому действия Абта попросту стали поводом для увольнения: «Если у вас есть пилот, с которым вы хотите продолжать сотрудничество в будущем, то вы примете штраф в 10,000 евро и все. Поэтому реакция очевидна: вы не хотели продолжать работать с Даниэлем и нашли возможность выгнать его. Это мое мнение».
Большой критический материал о самом скандале и его последствиях через несколько дней после увольнения Абта выпустили журналисты профессионального автогоночного издания The Race. Они посчитали, что Даниэль, несмотря на иногда смешные аварии в виртуальных заездах и не самую лучшую графику, неуважительно отнесся к тем пилотам, которые долго и усердно готовились к гонкам. Более того, подобные занятия, особенно в период пандемии, когда мы были лишены реальных заездов, — такая же важная часть работы гонщиков, как и общение со спонсорами или проведение тестов в реальной жизни.

## Календарь
| Этап      | Трасса                       | Дата                |
| --------- | ---------------------------- | ------------------- |
| 0         | Городская трасса Монте-Карло | 18 апреля 2020 года |
| 1         | Городская трасса в Гонконге  | 25 апреля 2020 года |
| 2         | Electric Docks               | 2 мая 2020 года     |
| 3         | Городская трасса Монте-Карло | 9 мая 2020 года     |
| 4         | Городская трасса в Гонконге  | 16 мая 2020 года    |
| 5         | Аэропорт Темпельхоф          | 23 мая 2020 года    |
| 6         | Городская трасса Бруклина    | 30 мая 2020 года    |
| 7         | Городская трасса Бруклина    | 6 июня 2020 года    |
| 8         | Аэропорт Темпельхоф          | 7 июня 2020 года    |
| Источник: |                              |                     |

| Несуществующие трассы помечены голубым цветом. |